# La Samaritaine
La Samaritaine er et stormagasin i Paris, ved Seinen, lige bag Louvre.
Bygningen blev bygget i 1903 i art nouveau-stil. Interiøret er præget af et rigt udvalg af organiske former i farvede glasvinduer, malede trapper og støbejernsbalkoner samt flisebelagte vægpaneler med blomstermotiver. På terrassen på 11. sal er der en café med storslået udsigt.
Stormagasinet blev grundlagt af Cognacq-Jay-familien, som har doneret store summer penge til humanitære formål og også var store kunstelskere. Kunsten kan ses på Cognacq-Jay-museet på rue Elzévir. La Samaritaine ejes nu af LVMH-virksomheden.